# قانون الأحوال الشخصية (الكويت)
قانون رقم 51 لسنة 1984 في شأن الأحوال الشخصية في الكويت هو قانون كويتي صدر في صدر هذا القانون في 7 يوليو 1984. وهو مشابه لقانون الأحوال الشخصية في تونس. يتكون القانون من 346 مادة قانونية. يشمل القانون كافة الاختصاصات الشخصية في الكويت والتي منها: الزواج بتفاصيله كاملة – فرق الزواج – الولادة وآثارها – الوصية – المواريث – أحكام ختامية. ويعد من أشهر القوانين الفقهية التقنينية في العالم الإسلامي

## المواضيع الرئيسية
| الموضوع         | المواضيع المتفرعة |
| --------------- | --- |
| الزواج          | إنشاء الزواج، مقدمات الزواج، أركان الزواج، شرائط عقد الزواج (الصيغة، العاقدان، الحل والحرمة، الحرمات المؤبدة، الحرمات المؤقتة، الأهلية والولاية، الكفاءة، اقتران العقد بالشروط)، أنواع الزواج وأحكامها، آثار الزواج (المهر، الجهاز ومتاع البيت، نفقة الزوجية، أحكام المسكن والطاعة)، دعوى الزوجية |
| فرق الزواج      | أحكام عامة، الفرقة بالإرادة (الطلاق، الخلع)، الفرقة بالقضاء (التطليق لعدم الإنفاق، التطليق للإيلاء، التفريق للضرر، التفريق للغيبة أو الحبس، الفسخ للعيب، الفسخ لاختلاف الدين، المفقود)، آثار فرق الزواج (آثارها في الزوجية، العدة، آثار العدة، التعويض بسبب الفرقة)                               |
| الولادة وآثارها | ثبوت النسب (أحكام عامة، النسب في الزواج الصحيح، النسب في الزواج الفاسد والدخول بشبهة، الإقرار بالنسب)، نفي النسب – اللعان، دعوى النسب، الرضاع، الحضانة، نفقة الأقارب، الولاية على النفس |
| الوصية          | أحكام عامة (تعريف الوصية وركنها وشرائطها، بطلان الوصية والرجوع عنها، قبول الوصية وردها)، أحكام الوصية (الموصى له، الموصى به، الوصية بالمنافع، الوصية بالمرتبات، الزيادة في الموصى به، تزاحم الوصايا)                                                                                              |
| المواريث        | أحكام عامة، أسباب الإرث وأنواعه (الإرث بالفرض، الإرث بالتعصيب)، الحجب، الرد، الإرث بسبب الرحم (تصنيف ذوي الأرحام، ميراث ذوي الأرحام)، المقر بالنسب، أحكام متنوعة (الحمل، المفقود، الخنثى، ولد الزنا وولد اللعان، التخارج)                                                                         |
| أحكام ختامية    | تدخل النيابة في بعض قضايا الأحوال الشخصية، أحكام متفرقة |